# Antarctische continentaal plat
Het Antarctische continentaal plat is het continentaal plat gelegen in de Zuidelijke Oceaan rondom Antarctica. Het Antarctische continentaal plat heeft vergeleken met het plat rondom andere continenten een relatief grote gemiddelde diepte. De rand van het plat ligt gemiddeld 500 meter diep (bij andere continenten is dat op rond de 100 meter diepte). Enkele klovige depressies in de rand van het plat hebben een diepte van 2000 meter. 
De kustgebieden langs het Antarctische plat herbergen een bloeiend ecosysteem van pinguïns, koudwater-vissen en schaaldieren. 
Verschillende landen claimen delen van het continentaal plat, samen met delen het vasteland van Antarctica. Onder andere Chili (sinds 1947), Australië (sinds 1953), Frankrijk en Argentinië maken aanspraak op een deel van het plat.